# Parc d'Alli Trygg
Le Parc d'Alli Trygg (finnois : Alli Tryggin puisto) est un parc du quartier de Kallio à Helsinki en Finlande,.

## Présentation

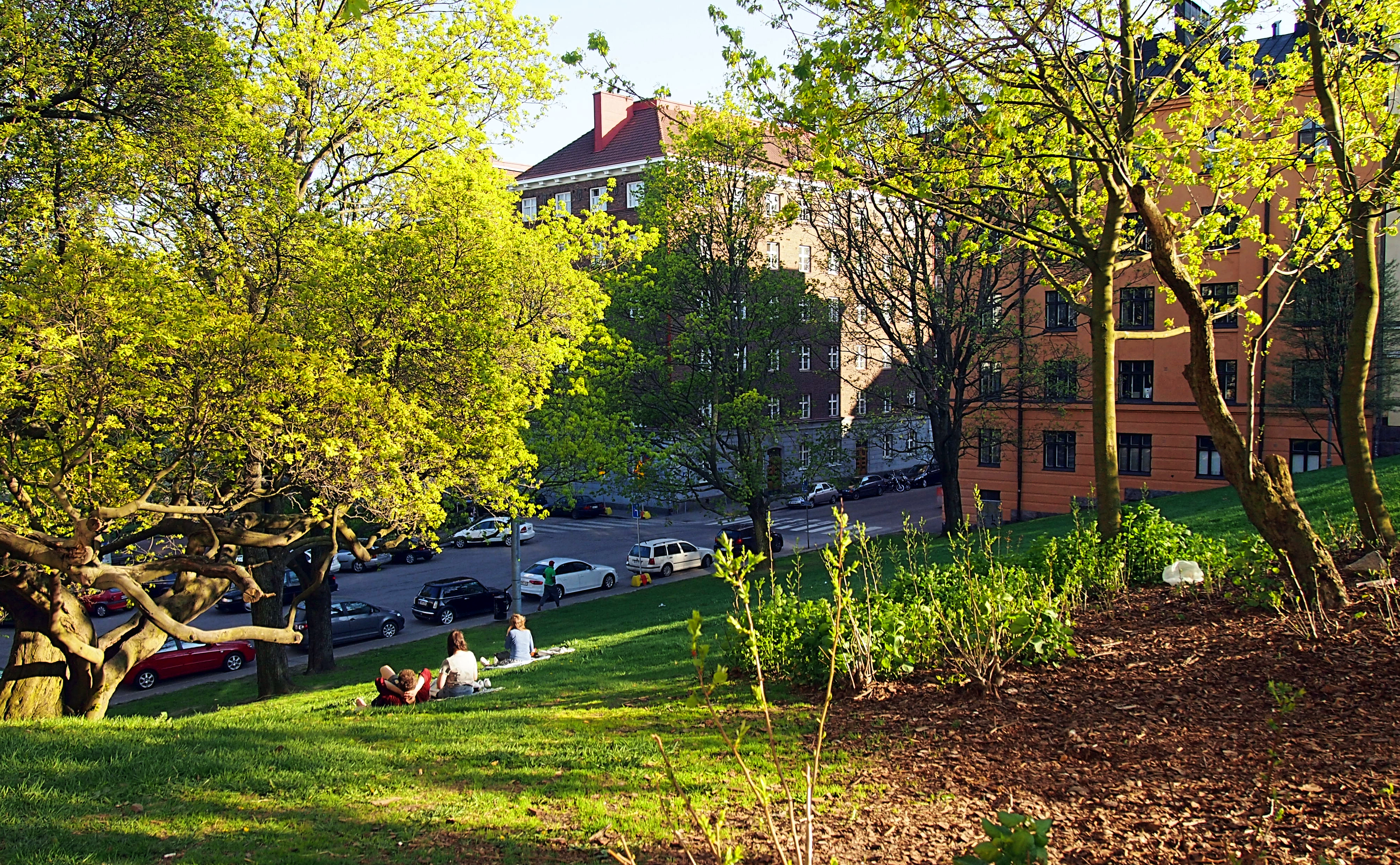
Le coin Nord-ouest du parc.

Le parc, créé en 1939 couvre une superficie d'environ 0,6 hectare,.
Il est construit sur une pente qui monte au nord-ouest de la rue Hämeentie en direction de Porthaninkatu.
La rue Pengerkatu divise le parc rectangulaire en deux parties à peu près égales.
Le lycée du Kallio est situé au coin du parc Alli Tryggi, au coin des rues Kaikukuja et Porthaninkatu.
La bibliothèque du Kallio est également située près du parc, à l'angle de Porthaninkatu et de Viides linja.
Le parc de Matti Helenius est à son côté Ouest.
Les espèces d'arbres du parc d'Alli Trygg comprennent le tilleul, le sorbier de Scandinavie, l'érable plane, l'érable de Tartarie et l'orme de montagne. 
On y trouve aussi des lilas, des groseilles à maquereau et des myrtilles.
Le parc est nommé en mémoire de Alli Trygg-Helenius.